# Couette (marine)
Pour les articles homonymes, voir Couette.
Une couette ou coitte désigne sur un chantier naval : 
- les pièces en bois, disposées parallèlement à la quille et supportant toute la charpente du ber qui maintient le navire (couettes vives ou courantes ou mobiles)[1],[2] ;
- les pièces en bois fixées à la cale de construction d’un navire et retenant entre elles les couettes vives qui coulissent contre elles pour descendre porter le navire à l’eau (couette morte)[1],[2].